# Tom Wheeler (scénariste)
Tom Wheeler est un acteur, scénariste et producteur américain.

## Filmographie

### Scénariste
- 2005 : Empire : 3 épisodes
- 2005 : Surface : 1 épisode
- 2011 : Le Chat potté
- 2011 : The Cape : 10 épisodes
- 2012 : Le Chat potté : Les Trois Diablos
- 2017 : Lego Ninjago, le film
- 2019 : Dora et la Cité perdue
- 2020 : Cursed : La Rebelle : 10 épisodes
- 2022 : Le Chat potté 2 : La Dernière Quête
- 2023 : Mandrake the Magician

### Acteur
- 2011 : Le Chat potté : le barman, le méchant garçon, le conducteur du train et autres personnages
- 2017 : Lego Ninjago, le film : voix additionnelles

### Producteur
- 2002 : Imagination
- 2003 : Tír na nÓg
- 2005 : Empire : 6 épisodes
- 2005-2006 : Surface : 11 épisodes
- 2007 : The World According to Barnes
- 2011 : The Cape : 5 épisodes
- 2020 : Cursed : La Rebelle : 10 épisodes